# Château de Chassagnes
Le château de Chassagnes est un château situé sur la commune des Vans dans le département de l'Ardèche.

## Situation

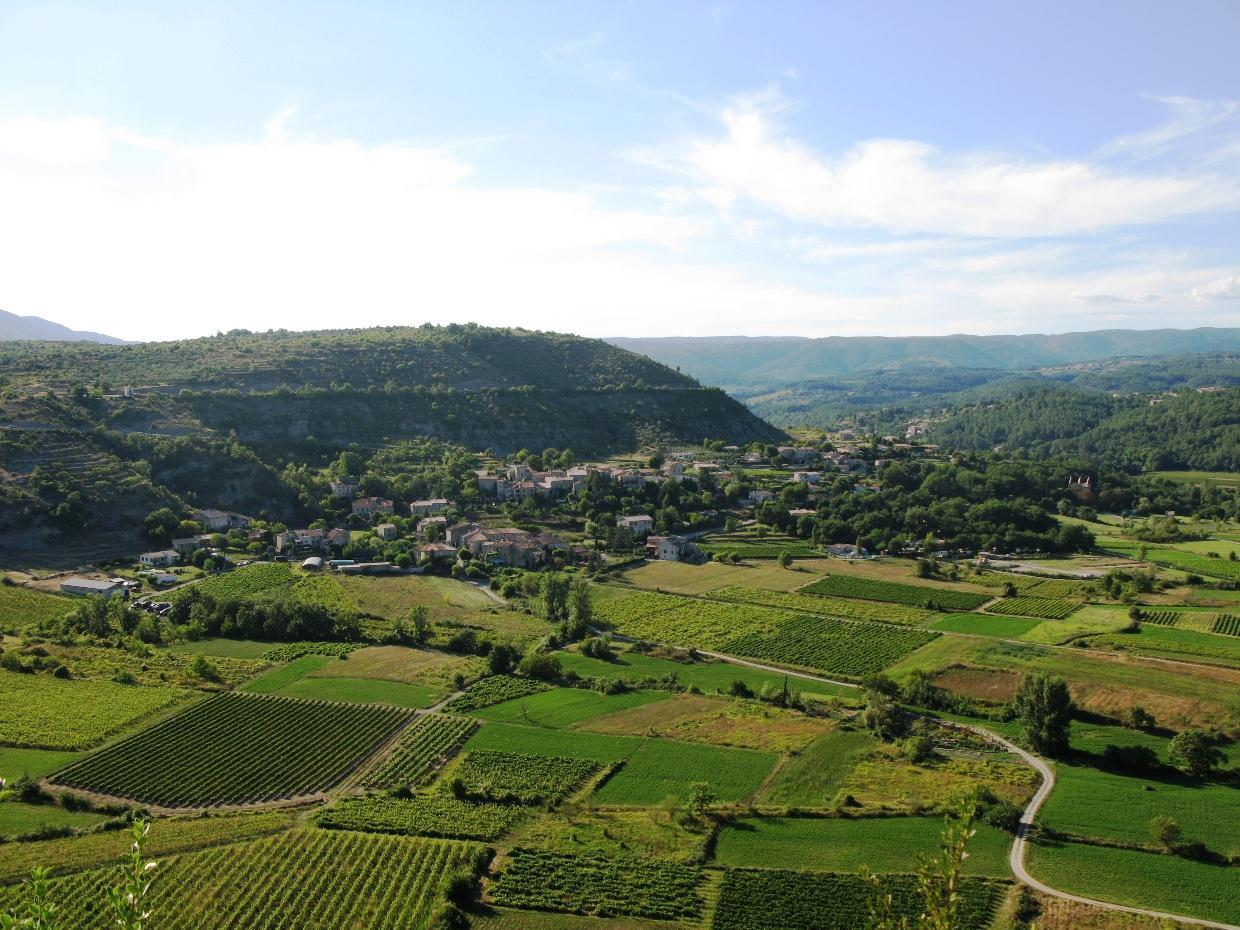
Le hameau de Chassagnes. On peut apercevoir tout à droite, le château de Chassagnes.

Le village des Vans occupe le centre d'un bassin près de la rivière Chassezac, dans le sud-ouest de l'Ardèche. Le château se trouve sur le hameau de Chassagnes, en bordure du bois de Païolive. Il fait face, au sud, à l'ermitage Saint-Eugène.

## Historique
Le château est essentiellement aménagé au milieu du XVIe siècle par les seigneurs de Montjeu à la place de l'ancien donjon de la famille de Prolhans. Au XVIIe siècle, les Iznard de Villefort leur succéderont, suivis de la famille de Chanaleilles qui apportera les dernières modifications et apposera ses armes au-dessus de la porte d'entrée .

## Architecture
Modeste, élégant et possédant les caractéristiques des bâtisses seigneuriales de la petite aristocratie vivaroise, le Château de Chassagnes a été aménagé à l'emplacement de l'ancien donjon. Il est doté au XVIIe siècle de ses tourelles en poivrière au toit de tuiles vernissées. Au XIXe siècle, le cloisonnement intérieur est fait et les baies sont percées. Vers 1938, un jardinet est aménagé sur la terrasse, qui conserve encore les restes d'un ancien système hydraulique.

## Protections
Les façades et toitures du château, celles des communs, et le système hydraulique sont inscrits au titre des monuments historiques par arrêté du 17 décembre 2007,